# Авфей (народен трибун 123 пр.н.е.)
Авфей (? Aufeius) е политик на Римската република през края на 2 век пр.н.е.
През 123 пр.н.е. той е народен трибун заедно с Гай Семпроний Гракх и Гней Марций Цензорин (123 или 122 пр.н.е.). Консули тази година са Тит Квинкций Фламинин и Квинт Цецилий Метел Балеарик.